# Veltins

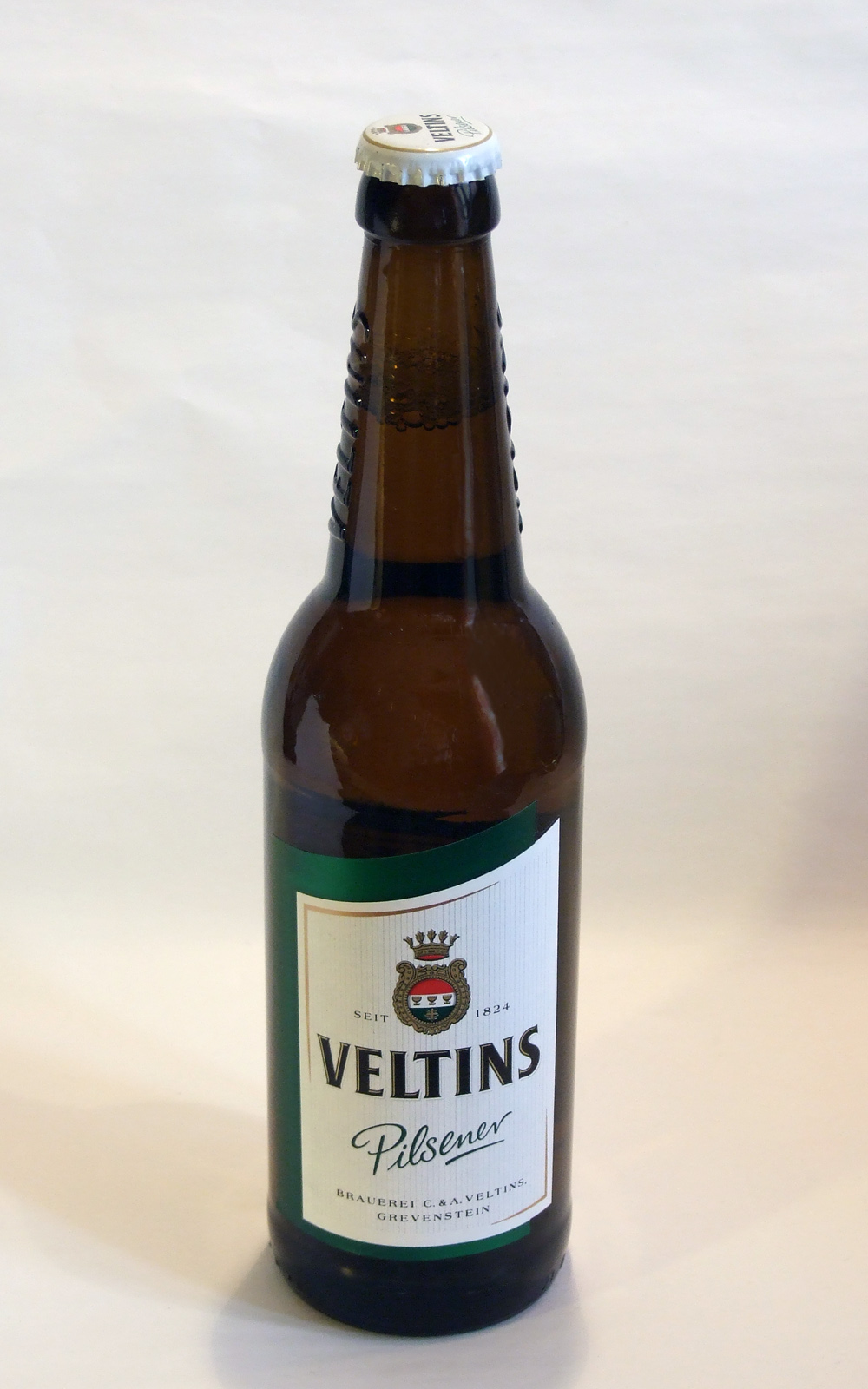
VELTINS Pilsener 0,51

Brauerei C. & A. VELTINS GmbH & Co. KG — германская пивоварня. Компания была основана в 1824 году и является одной из самых больших частных пивоварен Германии.

## Спонсорство
Brauerei C. & A. VELTINS является спонсором команды «VELTINS MRS Racing», которая представлена двумя автомобилями в Porsche Supercup. Кроме этого компания является спонсором команд, представленных в Porsche Sports Cup и Porsche Carrera Cup.
Помимо автоспорта, VELTINS также поддерживает и другие профессиональные и любительские спортивные мероприятия. Например, Veltins является активным партнером «Шальке 04» более 10 лет, и также является главным спонсором стадиона «Фельтинс-Арена» (нем. Veltins-Arena) в Гельзенкирхене, который носит его имя.